# Iaspis thabena
Iaspis thabena is een vlinder uit de familie van de Lycaenidae. De wetenschappelijke naam van de soort werd als Thecla thabena in 1868 gepubliceerd door William Chapman Hewitson.

## Synoniemen
- Iaspis diffusus Johnson, 1991
- Iaspis flava Austin & Johnson, 1996